# Sans-Nom le dernier Méta-Baron
Sans-Nom le dernier Méta-Baron est le 8e et dernier tome de la série de bande dessinée La Caste des Méta-Barons.
Le héros principal de cette aventure est Sans-Nom, considéré comme le plus grand des Méta-Barons ayant jamais existé. Il était apparu auparavant dans L'Incal, cycle des aventures de John Difool. Il est le protagoniste de la série de Bd Méta-Baron, éditée chez Les Humanoïdes Associés.